# Cornelius Wessels
Cornelius Nicolaas Petrus Wessels (Helmond, 8 september 1880 - Maastricht, 2 februari 1964) was een Nederlandse jezuïet. Hij was auteur van een groot aantal publicaties over met name de geschiedenis van de rooms-katholieke missie in Azië. Zijn bekendste werk waarmee hij internationale bekendheid verwierf is Early Jesuit Travellers in Central-Asia, ( 1603-1721).

## Biografie
Zijn middelbare school volgde hij op het bisschoppelijk college in Culemborg. In 1899 trad hij in bij de orde van de  jezuïeten. Zijn noviciaat was bij  Mariëndaal in Grave. Daarna studeerde hij bij interne opleidingen van de jezuïeten filosofie in Oudenbosch (1903- 1906) en theologie aan het Canisianum in Maastricht (1912-1916). In 1908 behaalde hij de Mo-akte Aardrijkskunde. De priesterwijding ontving hij in 1915.  
Van 1917-1924 was hij verbonden als docent aan het St. Willibrord college in Katwijk. Daarna doceerde hij aan het  Canisius college in Nijmegen (1924-1932) en vanaf 1932 aan het Ignatiusgymnasium in Amsterdam. In 1963 verhuisde hij naar de  bejaardencommunauteit van de jezuïeten in Maastricht, waar hij het jaar daarop overleed. Wessels was decennia bestuurslid van de Linschoten-Vereeniging alsmede van Het Koninklijk Nederlands Aardrijkskundig Genootschap.

## Publicaties

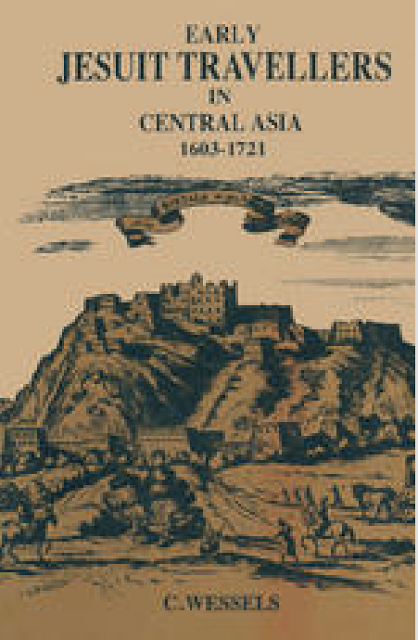
Eerste uitgave van 1924 van Early Jesuit Travellers in Central-Asia,(1603-1721)

Het grootste deel van het jaar 1924 bracht Wessels in Rome door. Hij was daar verantwoordelijk voor de inhoudelijke opzet en begeleiding van de internationale missietentoonstelling. Tijdens dat verblijf vond Wessels in de archieven van de Societeit van Jezus een aanzienlijk aantal tot dan toe onbekende documenten. Daaronder waren twee manuscripten van Ippolito Desideri (1684- 1723), de eerste Europeaan die een min of meer accuraat beeld had beschreven van Tibet en het Tibetaans boeddhisme. Een eerdere publicatie uit 1904 in het Italiaans over Desideri was gebaseerd op een in 1875 gevonden manuscript in Pistoia. In de twee door Wessels gevonden manuscripten waren tot dan toe onbekende hoofdstukken van het werk van Desideri aanwezig. Andere door hem gevonden documenten betroffen verslagen en brieven van en aan António de Andrade, Nuño Coresma, Estêvão Cacella, João Cabral, Johann Grueber, Albert Dorville en Bento de Goes. 
Wessels verwerkte deze informatie in het ook nog in 1924 gepubliceerde Early Jesuit Travellers in Central-Asia, (1603-1721). Dit werk werd snel de internationaal meest gezaghebbende publicatie in het vakgebied over dit onderwerp. Ook in de eenentwintigste eeuw wordt het werk in de vakliteratuur nog frequent genoemd en geciteerd. Op basis van de door Wessels gevonden bronnen kwam in 1932 onder redactie van Felippo de Felippi de eerste Engelse vertaling van het nu volledige verslag van Desideri uit onder de titel An account of Tibet: The travels of Ippolito Desideri. Wessels schreef de uitgebreide inleiding van dit werk. Tot 2010 zou dit de enige Engelse vertaling blijven.